# 埃克斯錢吉 (密蘇里州)
埃克斯錢吉（英語：Exchange）是位於美國密蘇里州雷諾茲縣的非建制地區。

## 歷史
埃克斯錢吉的郵局於1887年設立，其後於1918年停運。

## 地理
埃克斯錢吉所處的海拔為高於海平面252米（即827英呎），而該地所採用的時區為UTC-6，即北美中部時區（CST）。同時該地設有夏令時間，為UTC-6調快一小時，即UTC-5（CDT）。